# 桃叶珊瑚
桃叶珊瑚是绞木科桃叶珊瑚属的植物，分佈於華南、越南和緬甸。

## 形态
灌木；椭圆形的叶子对生，有粗齿牙；春季开花，雌雄异株，圆锥花序顶生；红色果实。

## 类别
- Aucuba chinensis var. angusta F. T. Wang（異名：Aucuba chinensis f. angustifolia Rehd.）
- Aucuba chinensis subsp. omeiensis (W.P.Fang) W.P.Fang & Soong（異名：Aucuba omeiensis W.P.Fang），或被歸為等同Aucuba chinensis var. chinensis。